# Mariano Matamoros (Morelos)
Mariano Matamoros es una localidad del estado mexicano de Morelos. Es parte del municipio de Ayala.

## Toponimia
El nombre de la localidad rinde homenaje a Mariano Matamoros, héroe de la Independencia de México.

## Demografía
| Gráfica de evolución demográfica |
|                                  |

| Censo | Población |
| ----- | --------- |
| 1990  | 149       |
| 2000  | 611       |
| 2010  | 1056      |
| 2020  | 1069      |